# خضرلار، بارتین
خضرلار، بارتین (به ترکی استانبولی: Hıdırlar) یک منطقهٔ مسکونی در ترکیه است که در بارتین واقع شده‌است. خضرلار ۸۱۱ نفر جمعیت دارد.